# Tubulipora ziczac
Tubulipora ziczac är en mossdjursart som beskrevs av Harmelin 1976. Tubulipora ziczac ingår i släktet Tubulipora och familjen Tubuliporidae. Inga underarter finns listade i Catalogue of Life.